# 山中秀成
山中 秀成（やまなか ひでなり、？- 寛永20年（1643年）4月10日）は、日本の江戸時代の商人。山中善兵衛家の初代当主。出雲国の戦国武将山中幸盛の孫。山中幸元（新右衛門）の次男。通称は（初代）山中善兵衛と称した。
孫には風雅の道に志し、茶道に精進した山中道億がいる。
墓所は大阪市中央区中寺町の顕孝庵境内墓地にある。法号は源室道本居士。

## 生涯
山中幸盛の長男である山中幸元の次男として生まれた。元和元年（1615年）に鴻池村から大阪和泉町に住まいを移して分家し、醸造業をなした。晩年は江戸に移り、寛永20年に没した。秀成以降の歴代当主は善兵衛の通称を継承した。
鴻池家では山中秀成・鴻池之政・鴻池正成を鴻池三家と称した。